# Henry Schoenefeld

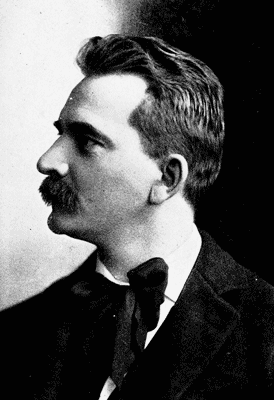
Henry Schoenefeld (1900)

Henry Schoenefeld (* 4. Oktober 1857 in Milwaukee; † 4. August 1936 in Los Angeles) war ein US-amerikanischer Komponist und Pianist.

## Leben und Werk
Schoenefeld studierte bei Eduard Lassen am Konservatorium von Weimar und am Leipziger Konservatorium. Seit 1879 lebte er in Chicago, wo er von 1891 bis 1902 den gemischten Chor Germania leitete. Er lebte seit 1904 als Chordirigent und Leiter des Woman’s Symphony Orchestra in Los Angeles.
Als einer der ersten amerikanischen Komponisten nahm Henry Schoenefeld Anregungen aus der Musik der Indianer auf. Er komponierte die Oper Atala or The Love of Two Savages (nicht aufgeführt), die indianische Pantomime Wachicanta, die Rural Symphony (1892), die Suite caractéristique über indianische Themen für Streicher, zwei Indian Legends für Streicher und zahlreiche Klavierwerke.